# Kroppåstjärnen
Kroppåstjärnen är en sjö i Mora kommun i Dalarna och ingår i Ljusnans huvudavrinningsområde.